# Bhakti-jóga
A bhakti-jóga (szanszkrit: भक्ति योग) az Isten iránti szerető odaadás útja. A bhakti szó „odaadás”-t, a jóga kifejezés pedig „összekapcsolódás”-t jelent. A bhakta, a bakhti-jógát végző ember, az odaadáson, imádaton keresztül szeretne kapcsolódni Istenéhez. Ezt az utat a Bhagavad-gíta valamennyi jóga közül a legmagasabb rendűnek ismeri el. 
A bhakti-jóga segítségével az ember az igazságot a személyes Isten, Isvara iránti odaadásával és feltétlen szeretetével találja meg. Fontos szerepe van az imádságnak, az éneklésnek, a mantrának (Isten neveinek ismétlése), az Istenről és szentekről szóló történetek mesélésének, a vallási ceremóniáknak és rítusoknak. A bhakti-jógi úgy próbál megszabadulni a hamis éntudattól (egocentrizmus), hogy fejleszti magában az alázatot, körülveszi magát Istennel, és szüntelenül arra gondol, hogy ő csak egy hangszer Isten kezében.
A Bhagavad-gíta egészen sajátos szempontból foglalkozik a jógával, a szöveg szerint ugyanis maga Krisna a jógi meditációjának tárgya. A Gítá a jóga három fajtáját tartja helyesnek: a karma-jógát, amely révén az ember úgy vihet végbe tetteket, hogy nem kötődik a következményeikhez; a dnyána-jógát, amely révén megismerhető Isten; és a bhakti-jógát, az Isten iránti tisztelet jógáját. A szöveg kinyilatkoztatja, hogy valamennyi jóga a bhaktiban tetőzik.
A bhakta hátat fordít a világnak és életét Isten szeretetének szenteli. Őt elégedetté tesz Isten szolgálata. Semmit nem akar viszonzásul. Nem érdeklik a sziddhi-képességek. Ő Isten-tudatban végzi tetteit, önérdek nélkül. Ez jellemzi a tiszta odaadást.
Istentisztelete sokféle formában megnyilvánulhat:
- dzsapa - szent nevek ismétlése, mantra
- kírtan(a) - áhitatos közös tánc, éneklés (általában hangszerekkel, tapssal)
- púdzsá - áldozat, felajánlás
- bhadzsán (bhajana) - szentek verseinek közös éneklése

A bhakti-jóga odaadó szolgálatának kilenc eleme :
1. Jó, spirituális társaság (Az ember átveszi azoknak a tulajdonságait, akikkel barátkozik. Kerülni kell azoknak a társaságát, akik akadályozzák a lelki életet, például akik materialisták)
2. Istenről hallani és olvasni (Rendszeresen hallva Krisnáról – vagy más istenségről – és a lelki világról, az ember tökéletesen megértheti a lélek természetét, az igazi, lelki cselekedeteket, valamint a teljes folyamatot, mellyel az elérheti, hogy megszabaduljon az anyagi világ szennyező hatásától)
3. Hit, bizalom
4. Isten dicséretét énekelni
5. Isten nevének ismétlése (dzsapa, mantra - A bhakták alapján Isten nevei transzcendentálisak, lelkiek. Aki gyakran kimondja a neveit, az közvetlen kapcsolatba kerül vele. Neveinek kimondásával, éneklésével fokozatosan elveszíti az egyén anyagi vágyait. [5])
6. Az érzékek ellenőrzése és „visszavonása” a világi dolgoktól (A testi élvezetek hajszolása megnehezíti az önmegvalósítás folyamatának gyakorlását. Az érzéki élvezetek csak az anyagi világ iránti ragaszkodást erősítik, és tovább fokozzák a vágyakat - tartós boldogságot azonban nem eredményeznek)
7. Tisztelettel viseltetni az Istennek szentelt életű emberek iránt
8. Elégedettség (szantósa)
9. Isten iránti odaadás (Ísvara-pradhána - teljes valóval meghódolni Neki)

Bizonyos hívei szerint a legtöbb vallás a bhakti-jógát tanítja, de mindig fennáll annak a veszélye, hogy az imádat fanatizmusba csap át. A veszély abból ered, hogy a hívő elkezdi azt hinni, hogy az ő istene jobb vagy istenibb, és hogy az ő odaadása saját istene felé magasabb rendűvé teszi őt másoknál, le is nézhetik más vallások követőit, vagy alacsonyabb rendűnek tekinthetik őket. Ez ellentétes a bhakti-jóga tanításával, mivel a jóga azt mondja, mindenki úgy képzeli el magának az Istent, ahogy akarja. Mindenkinek más a kapcsolata Istennel. A jóga tanítása szerint a végső szabaduláskor ezek a különbségek úgyis feloldódnak, amikor bekövetkezik az "egyesülés a leírhatatlan Eggyel".